# أتمتة المباني

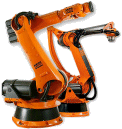

أتمتة المباني هو مصطلح مستحدث يطلق على كل مبنى يعمل ذاتيا عن طريق شبكة حاسوب مرتبطة بأجهزة إلكترونية مصممة لتتحكم بأنظمة كل من: الحريق والامان والأنارة (خصوصا أنارة الطوارى)والتكييف/التدفئة والرطوبة والتهوية
الوظيفة الأساسية لنظام نام (نظام اتمتة المباني) هي: التحكم بالمناخ داخل مساحة معينة، تشغيل الإنارة بناء على إشغال الغرف، مراقبة أداء جميع الانظمة داخل المبنى، إرسال تنبيهات (عادة عن طريق الايميل أو الرسائل النصية)إلى طاقم الصيانة في المبنى
المبنى الذي يحتوي نظام نام عادة يطلق عليه «مبنى ذكي» أو إذا كان مبنى سكني يسمى "المنزل الذكي"و في الغالب المباني التجارية /العسكرية تستخدم انظمة تحكم الي اشمل واعمق من الانظمة الالية في المباني السكنية
معظم المباني المحافظ للبيئة تستخدم نظام نام ليتحكم بالطاقة والهواء والماء داخل المبنى وبناء على تطور وتقدم انظمة التهوية والرطوبة أصبحت الاجهزة الالكترونية واستجابتها للطلب إحدى الوظائف التقليدية لنظام نام وحتى المنازل السلبية والتي لا تستهلك طاقة نهائيا عادة ستحتاج نظام نام ليتحكم بالتظليل وتسجيل درجات الحرارة وتتظيم اوقات استخدام الاجهزة.

## التاريخ
المصطلح نام «انظمة أتمتة المباني» نادرا ما كان يستخدم وفي الماضي كان يقصد به: أي نظام كهربائي يستخدم في التحكم بالتدفئة والتهوية وتكييف الهواء في المبنى
و لكن في وقتنا الحديث استحدثت له مهام اضافية مثل التحكم بالإنارة الداخلية والخارجية، الامان وجرس الإنذار، وبكل بساطة كل ما هو الكتروني داخل المبنى

## كيفية عمل النظام
معظم المباني التي تستخدم نظام نام تحتوي على ناقل أساسي وناقل ثانوي يتصلان بنظام تحكم الي
والذي بدوره يتفرع منه وحدات إدخال وإخراج وأيضا واجهة مستخدم وعادة أنظمة التكييف والحماية والإنارة تتواصل مع بعضها عن طريق بروتوكول BACnet [الإنجليزية] وبالنسبة للانظمة الحديثة من «نام» عادة تستخدم بروتوكول إدارة الشبكات لمتابعة المهام.